# Siphonogorgia media
Siphonogorgia media är en korallart som beskrevs av Thomson och Simpson 1909. Siphonogorgia media ingår i släktet Siphonogorgia och familjen Nidaliidae. Inga underarter finns listade i Catalogue of Life.